# Копальня Кунварара
Копальня Кунварара – гірничодобувний майданчик на північному сході Австралії.
Копальня почала роботу в 1991 році та здійснює видобуток магнезиту. Розробка ведеться відкритим способом з використанням кар’єрів KG1, KG2 та KG3 (два останні стали до ладу в 2000 та 1999 роках відповідно). Глибина кар’єрів не перевищує 15 – 18 метрів (при товщині розкривних порід від 2 до 4 метрів).
Видобута сировина проходить підготовку з отриманням магнезитового концентрату, який вивозять автопоїздами на завод з переробки магнезиту у Паркгерсті. Також за наявності попиту можливий експорт концентрату.
Річна потужність копальні складає 3 млн тонн. Відомо, що станом на кінець 2006-го накопичений видобуток копальні досянув 43 млн тонн, що дозволило випустити 5,7 млн тонн концентрату.
Проект реалізувала компанія Queensland Magnesia Project (QMAG), засновниками якої виступили Queensland Metals Corporation (50%), Pancontinental Mining Limited (40%) та Radex Heraklith (10%). Після кількох змін у складі власників всі акції сконцентрувала Australian Magnesium Corporation, яка в 2004-му продала їх інвестиційному фонду Resource Capital Funds. Останній в 2012-му продав QMAG белгійській компанії SCR-Sibelco NV, а в 2020-му новим власником стала германська компанія Refratechnik.